# Georges Privat-Deschanel
Georges Privat-Deschanel (21 avril 1868 à Paris - 29 novembre 1942 à Paris) est un administrateur et magistrat français.

## Biographie
Fils d'Augustin Privat-Deschanel et frère cadet de Paul Privat-Deschanel, il devient élève à l'École polytechnique et rejoint l'inspection des finances en 1891.
Inspecteur des finances en 1893, il devient chef du cabinet du ministre des Finances en 1899.
Il est successivement directeur du personnel et du matériel au ministère des Finances en 1900, directeur de la Dette inscrite en 1902, directeur du contrôle des régies en 1905 et directeur général des manufactures de l'État en 1905.
Directeur général de la Comptabilité publique de 1907 à 1912, il est procureur général près la Cour des comptes de 1912 à 1913. Il reprend la tête de la Direction générale de la Comptabilité publique de 1913 à 1919. Il est également secrétaire général au ministère des Finances de 1913 à 1914, inspecteur général des finances en 1918 et nommé Conseiller d'État.

## Publications
- Les Impôts en France. Traité technique (avec Joseph Caillaux, 1896)
- Les Impôts en France. Traité technique : Cont. indirects, monopoles (avec Joseph Caillaux, 1904)
- Les impôts en France: traité technique, volume 2 (avec Joseph Caillaux, 1911)

## Sources
- Guy Thuillier, Les pensions de retraite des fonctionnaires au XIXe siècle, 1994
- La comptabilité publique: continuité et modernité : colloque tenu à Bercy, les 25 et 26 novembre 1993, 1995